# Ibiza (metropolitana di Madrid)
Ibiza è una stazione della linea 9 della Metropolitana di Madrid.
Si trova sotto all'omonima via, nel distretto Retiro, in prossimità del Parco del Retiro.

## Storia
È stata inaugurata il 24 febbraio 1986, con il tratto centrale della linea (Avenida de América - Sainz de Baranda) che univa i due tratti già esistenti della linea, denominati 9a (Sainz de Baranda - Pavones) e 9b (Avenida de América - Herrera Oria).

## Accessi
Vestibolo Ibiza
- Ibiza Calle Ibiza, 4-7 (angolo con Calle Lope de Rueda)